# アンナ・ヤンソン
アンナ・ヤンソン（Anna Jansson、本名：アンナ・マリア・アンジェリカ・ヤンソン〈Anna Maria Angelika Jansson〉、1958年2月13日 - ）は、スウェーデンの推理作家、看護師。ゴットランド島ヴィスビュー生まれ。肺のクリニックで外科看護師としてキャリアをスタートさせたが、血を見て卒倒することが度々あったため移った。
1997年、家族がコンピュータを買ったことをきっかけに小説を書き始める。この時、看護師になって20年が経っており、まだ看護師という職業が好きだったが、何か新しいことを始めてみたいと思っていたという。「自分が生徒だった時はエッセイを書くのが嫌いだったけれど、コンピュータで書くのはすごく楽しいって気付いたの。」と述べている。作家になろうと決断した最大の出来事は、余命いくばくもない患者らに、本当にやりたかったことをやらずに後悔していると言われたことだった。
作中の犯罪は、看護師時代に会った患者たちからインスピレーションを得ているという。2000年、処女作"Stum Sitter Guden" が刊行される。これより前に2作品を書き上げていたが、出版できるところを見つけられなかった。この時はまだ、エレブルーの病院で看護師をパートタイムで続けており、時間が取れる時に執筆をしていた。2000年以降、1年に少なくとも1冊のペースで刊行を続けており、最新作は10万部以上を売り上げている。児童書も多く執筆している。
ミステリ作品の舞台は全て自身の生まれ故郷でもあるゴットランド島で、女性警官マリア・ヴェーンが捜査に当たる。2006年に発表した"Främmande fågel" は、翌2007年にガラスの鍵賞にノミネートされ、2008年にTV4でテレビドラマ化された。
作家として成功した今も、エレブルーの病院の肺クリニックでパートタイムの看護師を続けている。3人の子供と、エレブルー郊外のVintrosaに暮らしている。

## 作品リスト

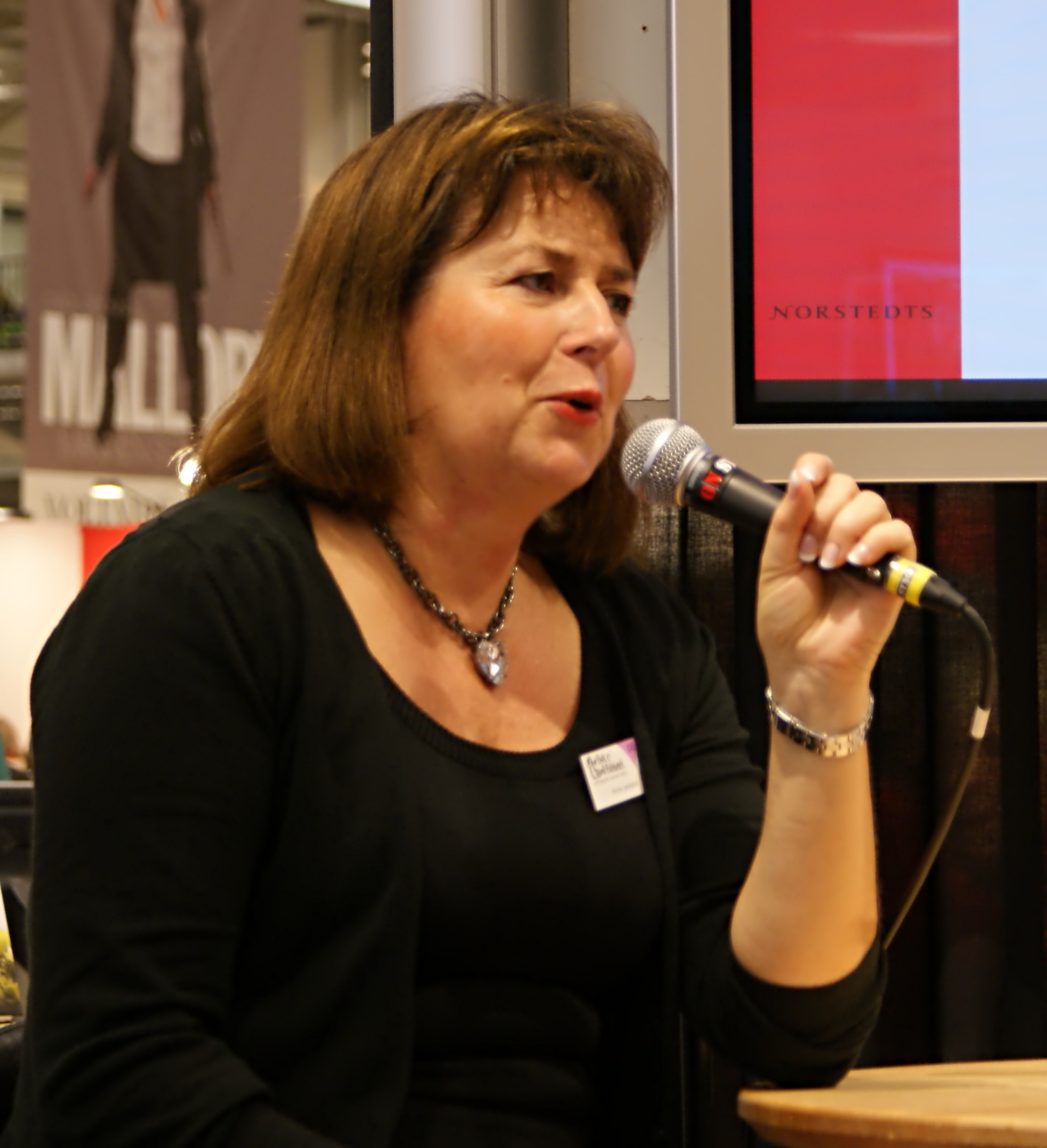
ヨーテボリ・ブックフェア2008

### ミステリ
- Stum sitter guden (2000)
- Alla de stillsamma döda (2001)
- Må döden sova (2002)
- Silverkronan (2003)
- Dömd för mord (2003)
- Drömmar ur snö (2004)
- Svart fjäril (2005)
- Främmande fågel (2006)
- I stormen ska du dö (2007)
- Pojke försvunnen (2007)
  - 消えた少年（2014年10月、東京創元社〈創元推理文庫〉、久山葉子訳）
- Inte ens det förflutna (2008)
  - 死を歌う孤島（2015年3月、東京創元社〈創元推理文庫〉、久山葉子訳）
- Hantverkarsvett är dyrare än saffran (2008)
- Först när givaren är död (2009)

### 児童書
- Ditt och mitt (2007)
- Ingen att vara med (2007)
- Modigt Mia (2007)
- Monster finns (2007)
- Kojan (2007)
- Mia frågar chans (2007)
- Det brinner (2007)
- En varulv (2007)